# Hearse
Hearse (englisch für Leichenwagen) ist eine schwedische Melodic-Death-Metal-Band, die 2001 von Sänger Johan Liiva und Drummer Max Thornell gegründet wurde. Die Band hat bisher fünf Alben veröffentlicht.

## Geschichte
Als Johan Liiva die Band NonExist verließ, beschlossen er und Max Thornell, mit welchem Liiva schon in der Band Furbowl tätig gewesen war, zusammen ein neues Projekt zu gründen. Die beiden warben bald den Gitarristen Mattias Ljung an, der seit einigen Jahren keinen Metal mehr gespielt hatte, und nahmen mit ihm 2001 eine Demo auf. Sie weckte das Interesse des Labels Hammerheart Records, welches 2002 ihre erste Single Torch veröffentlichte. Das Debütalbum Dominion Reptilian erschien im März 2003. Im Sommer 2003 begannen Hearse mit den Aufnahmen für ihr zweites Album Armageddon, Mon Amour, das im April 2004 erschien. Auf diesem Album findet sich eine Coverversion des Lieds Cambodia von Kim Wilde, die 2005 auch auf einer EP veröffentlicht wurde, auf der daneben auch die Lieder der Demo von 2001 und von Torch enthalten sind. Das dritte Album von Hearse, The Last Ordeal wurde 2005 veröffentlicht und das vierte, In These Veins, 2006 bei Cold Records. Das fünfte Album, Single Ticket to Paradise, erschien 2009 bei Vic Records.

## Rezeption
Das Debütalbum Dominion Reptilian erntete eher negative bis leicht positive Kritiken. Während das Webmagazin Metal Observer schrieb, dass man „Hearse schnell vergessen und zu etwas anderem weitergehen“ werde und eine Bewertung von 4,5 von 10 Punkten vergab, schrieb metal.de bei einer Bewertung von 7/10, dass das Album „einige sehr gute Stücke und interessante Ansätze“ habe, der große Wurf sei aber nicht gelungen. Rouven Dorn äußerte auf Powermetal.de die Ansicht, dass sich nach den sehr guten ersten drei Songs der Rest der Platte zu sehr ähnle und nur noch Mittelmaß sei. Dominion Reptilian liege aber über dem Durchschnitt: „Wer gerne noch mal in die Anfänge der Neunziger reisen möchte und gegen ’nen ordentlichen rotz-rockigen Einschlag nix einzuwenden hat... der greift zu.“
Armageddon, Mon Amour schnitt in der Kritik besser ab. Metal Observer vergab nun 7,5 von 10 Punkten und sprach von „Zeichen von Fortschritt und Produktivität“. Metal.de lobt eine „Batterie an schnittigen Songs“ sowie die „räudigen Rotzvocals von Johan“ und „absolut überzeugenden Leads und Soli von Gitarren-Mattias, der eindeutig auf Amott’schen Pfaden wandelt und jeden einzelnen der Songs in ohrwurmtaugliche Melodien taucht“ und bewertete mit 9/10. Björn Backes war auf powermetal.de weniger überzeugt und schrieb, dass Hearse es nicht einmal ansatzweise schaffe, „derart Arsch zu kicken wie es Michael Amott und Co. seit jeher tun“, der CD gehe im Laufe der Zeit „trotz ihrer Vielseitigkeit ein wenig die Luft aus“.
The Last Ordeal wurde von der Kritik eher wenig beachtet, während das folgende Album In These Veins freundliche Aufnahme fand. Oliver Schneider  fand zu In These Veins „Verdammt unterhaltsam, das Ganze!“ und äußerte, dass sich die Band stilistisch in keine Schublade einordnen lasse. Zwar handle es sich eindeutig um Death Metal, durch Einflüsse aus Hardcore Punk und Rock ’n’ Roll aber keinen typischen, während sie auch zu unvorhersehbar sei, um sie als Death ’n’ Roll bezeichnen zu können.
In ihrer Rezension von Single Ticket To Paradise schreibt Ricarda Schwoebel, dass die Alben von Hearse „schnell zum Geheimtipp für Rockfans, die nicht alles so ernst nehmen“ geworden seien und betont die „humorvollen Untertöne“, mit denen sie oft gespickt seien. Single Ticket To Paradise sei ein solides Album, „das mit netten Einfällen und überschäumender Spielfreude begeistern kann.“ Eine Rezension im Online-Magazin Vampster kommt hingegen zum Schluss, dass Hearse trotz manchem guten Ansatz, hervorragenden Gitarrenspiels und der Fähigkeit, „teilweise saumäßig [zu] rocken“, auch häufig nicht recht auf den Punkt kämen und manchem Song damit die Dynamik nähmen.

## Diskografie

### Demos
- 2001: Hearse

### Studioalben
- 2003: Dominion Reptilian
- 2004: Armageddon, Mon Amour
- 2005: The Last Ordeal
- 2006: In These Veins
- 2009: Single Ticket to Paradise

### Singles
- 2002: Torch

### EPs
- 2005: Cambodia